# Bad Brains
Bad Brains és un grup de música estatunidenc, reconegut com una de les primeres bandes de hardcore punk encara que en el seu repertori apareixen altres estils com el reggae. Format l'any 1977 a Washington DC, és sovint considerat com un pioner del hardcore punk. Tanmateix, la banda rebutja el terme «hardcore» per a descriure la seva música en general. Els membres del grup són practicants de la religió rastafari.

## Carrera i història

### Inicis
Els membres de Bad Brains es van conèixer en un suburbi de Washington DC anomenat District Heights. El guitarrista Gary Miller, àlies «Dr. Know», ja havia tocat el baix en diverses bandes funk de la zona i entre aquests canvis de banda va conèixer Darryl Jenifer, que més endavant seria el baixista del grup. Després se'ls van unir els germans Paul, àlies «H.R.», i Earl Hudson (cantant i bateria, respectivament) i van començar com un grup de jazz funk de nom Mind Power. Al cap d'un temps, un amic els introduir al punk rock fent-los escoltar Dead Boys i Sex Pistols. Després d'això, es van transformar totalment i van canviar el seu nom a Bad Brains, pel títol de la cançó «Bad brain» de The Ramones. Per a començar a fer-se coneguts van realitzar els seus propis cartells i van fer concerts gratuïts al soterrani de casa seva, també van vendre ells mateixos la seva pròpia maqueta gravada als Inner Ear Studios el 1979.
En aquell temps, Inner Ear Studios era el soterrani de Don Zietara (lloc que va servir per a gravar nombrosos clàssics del hardcore punk com l'EP Minor disturbance de The Teen Idles). Per a l'enregistrament, Zietara estava instal·lat a les escales que donaven a la cuina, Dr. Know i Darryl Jenifer tenien l'espai principal del soterrani, Earl Hudson estava assegut a la bateria amb el cos completament dins d'un armari i H.R. estava al començament de les escales que donaven al pati sostenint el micròfon (es pot sentir el fill menor de Zietara parlant a H.R. i uns grills entre cançó i cançó).
Black dots és el seu primer repertori en directe i inclou la seva primera cançó pròpia, «Don't need it». Amb els mesos, les cançons eren cada vegada més ràpides i caòtiques i van acabar definint l'estil hardcore, imitat profusament per nombroses bandes en les dècades posteriors.

### La marxa a Nova York
Quan van actuar com a teloners de The Damned a The Bayou el juny de 1979, els guàrdies de seguretat van fer fora a Darryl Jenifer després d'un incident i es va prohibir al grup l'accés al club. A més, The Atlantis estava essent reconstruït, per la qual cosa no veien gaire futur a Washington DC, per aquest motiu, es van traslladar a Nova York perquè hi havia locals on actuaven grups de música punk, com Max's Kansas City, Tier 3, Peppermint Lounge, l'A7 i el famós CBGB, entre d'altres.
Allí van tenir la possibilitat de gravar el seu primer senzill, Pay to cum, el desembre de 1979, i fins i tot un vídeo de 15 minuts titulat My picture in the movies baby. El vídeo consistia en una actuació de 1979 al CBGB. Després d'això es van tornar un dels grups amb major renom de Nova York i van començar a influir en altres grups de l'escena emergent.

El senzill va aparèixer finalment al juny de 1980, autoeditat en el seu propi segell Bad Brains Records. No obstant això, la seva primera publicació va ser la inclusió del tema «Don't bother em» (també conegut com a «You») al recopilatori The best of limp, editat uns mesos abans. El 1981 van anar a tocar a Califòrnia. El març de 1982 va publicar-se el seu primer casset, considerat per alguns músics com el millor disc hardcore punk de la història. La cinta Bad Brains, publicada pel segell ROIR Tapes, contenia melodies thrash, punk i també reggae, car s'havien atansat a la cultura rastafari el 1980.

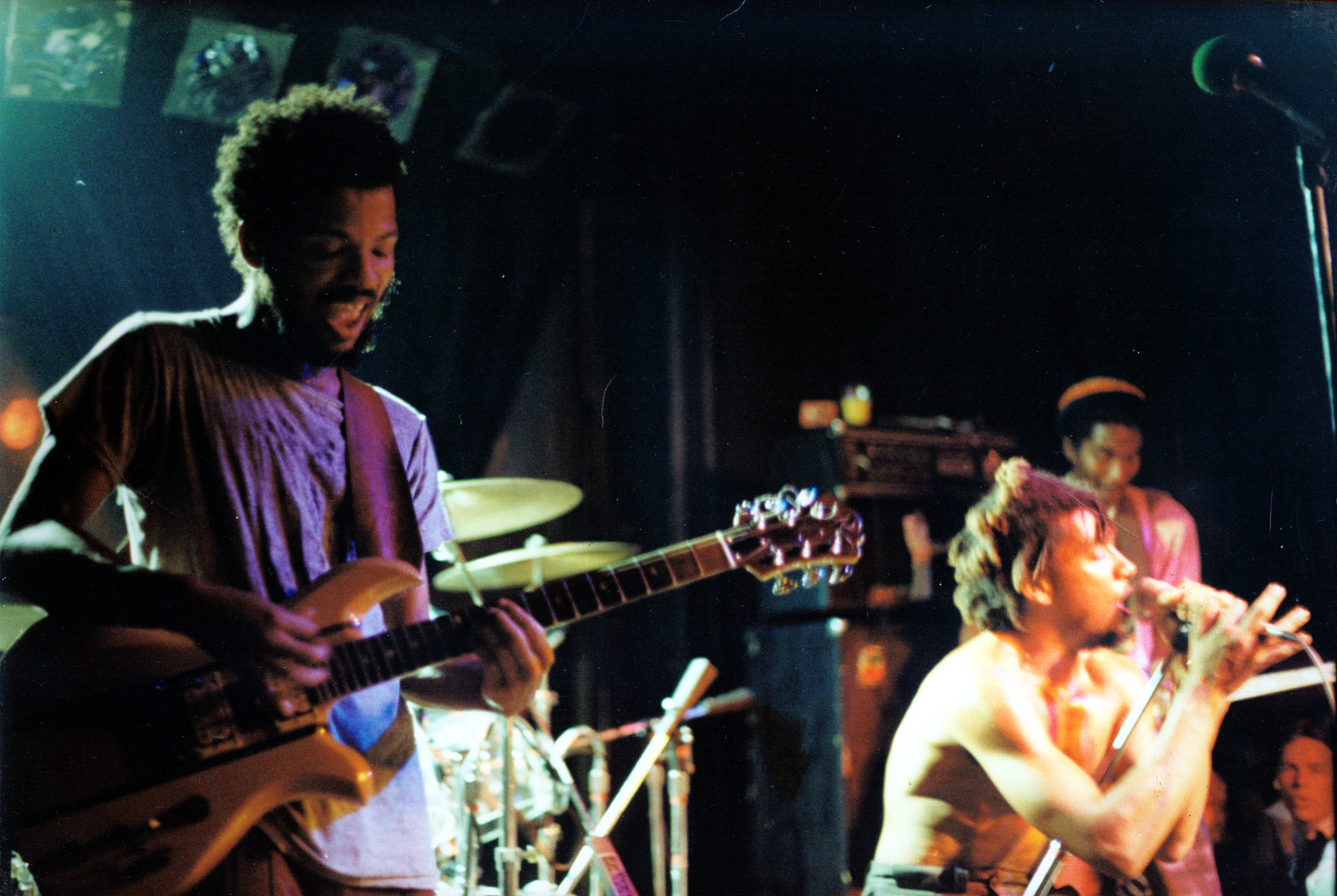
Bad Brains a Washington DC el 1983

El 1983 van publicar Rock For Light, un disc extremadament veloç, amb algunes cançons antigues gravades de nou, a més de cançons noves, agressives i tres temes reggae. El disc el va produir Ric Ocasek, el líder de The Cars. El 1984, el grup es va dissoldre per primera vegada, però van tornar a ajuntar-se a finals de 1985 i va editar I Against I el 1986 amb el segell SST Records, totalment renovats i llançant-se a noves gires al llarg de 1987, després de les quals el grup es va tornar a dissoldre.
Després de la publicació, el 1988, d'un disc en directe, Live, també amb SST Records, es van reunir una altra vegada i van gravar per al segell Caroline Records l'LP Quickness, un disc totalment diferent, combinant metal amb punk i alguns sons funk. Després d'aquest disc es van produir grans diferències musicals: H.R. i Earl Hudson volien dedicar-se totalment al reggae, mentre que Dr. Know i Darryl Jeniffer volien tocar metal. Això va fer que H.R. i el seu germà deixessin el grup, fet que no va impedir que Jeniffer i Dr. Know gravessin Rise, un altre disc en la línia de Quickness, amb un clon vocal d'H.R. i un altre bateria.

### Última etapa
El 1994, es van ajuntar novament i van gravar God Of Love l'any següent, basat en el reggae i el heavy metal. A fi de promocionar el disc, es van unir a Beastie Boys, que també havien deixat el hardcore dels seus inicis per convertir-se en una banda que experimentava amb el rap. Això no obstant, per als fans del seu revolucionari estil hardcore, God of love és el seu pitjor disc.

Mentre creuaven la frontera amb Canadà, H.R. va ser detingut per possessió de droga. Els membres del grup van ser advertits pels seus col·legues de Beastie Boys que si els problemes continuaven la gira hauria de cloure's. Després d'aquest incident, H.R. va copejar brutalment al seu mànager abans d'un concert i va intentar matar el seu germà. Durant una actuació en aquesta gira, H.R. va copejar amb el micròfon un parell de joves pensant-se que l'estaven escopint: tots dos van ser hospitalitzats i això va ser la fi de la gira. A H.R. se li va diagnosticar un nivell d'esquizofrènia mitjà. Vist el fracàs de la gira, es van dissoldre, aparentment de forma definitiva, però el 2001 es van reunir per a un concert, sota el nom de Soul Brains, tocant els antics temes amb el furor d'aquella època original del punk.

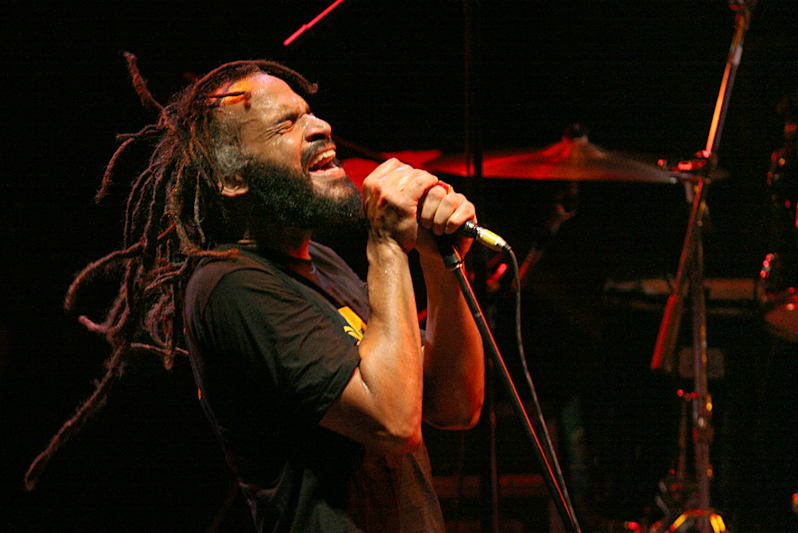
H.R. a Rio de Janeiro el 2008

El 2003, van gravar un disc de dub i reggae, titulat I & I Survived. El 24 i 25 de febrer de 2006, van fer dos concerts al CBGB de Nova York, assegurant que n'hi hauria més a continuació. També van participar en una dels últims concerts hardcore de CBGB, a la nit de reobertura del club a Las Vegas, després de la seva clausura a mitjan 2006 a Nova York. En 2007 va aparèixer l'àlbum Build a Nation i van fer diverses gires internacionals. El 2008, van ser de gira per Llatinoamèrica, tocant a països com Xile, Argentina i Brasil. Build A Nation és una versió moderna del que havien estat fent gairebé 30 anys enrere. Adam Yauch, dels Beastie Boys, es va encarregar de la producció.

## Discografia
- Bad Brains (1982)
- Rock for Light (1983)
- I Against I (1986)
- Quickness (1989)
- Rise (1993)
- God of Love (1995)
- I & I Survived (2002)
- Build a Nation (2007)
- Into the Future (2012)